# Toxorhina toxopeana
Toxorhina toxopeana är en tvåvingeart som beskrevs av Alexander 1961. Toxorhina toxopeana ingår i släktet Toxorhina och familjen småharkrankar. Inga underarter finns listade i Catalogue of Life.